# St. Peter und Paul (Haselbach)

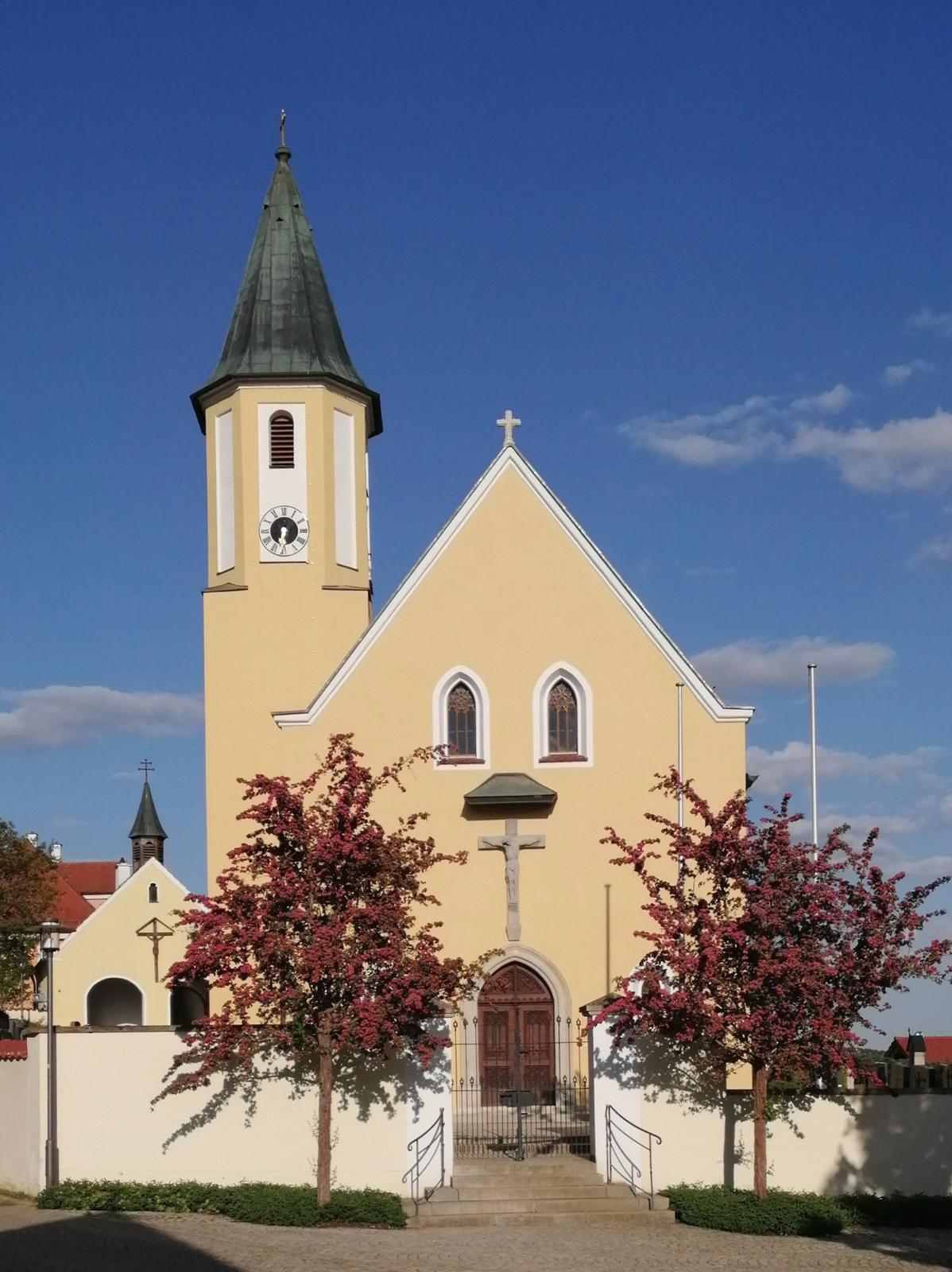
Die Pfarrkirche St. Peter und Paul in Haselbach (2024)

Die römisch-katholische, denkmalgeschützte Expositurkirche St. Peter und Paul steht im Kirchdorf Haselbach der großen Kreisstadt Schwandorf im gleichnamigen Landkreis Schwandorf der Oberpfalz. Das Bauwerk ist unter der Denkmalnummer D-3-76-161-45 als Baudenkmal in die Bayerische Denkmalliste eingetragen.

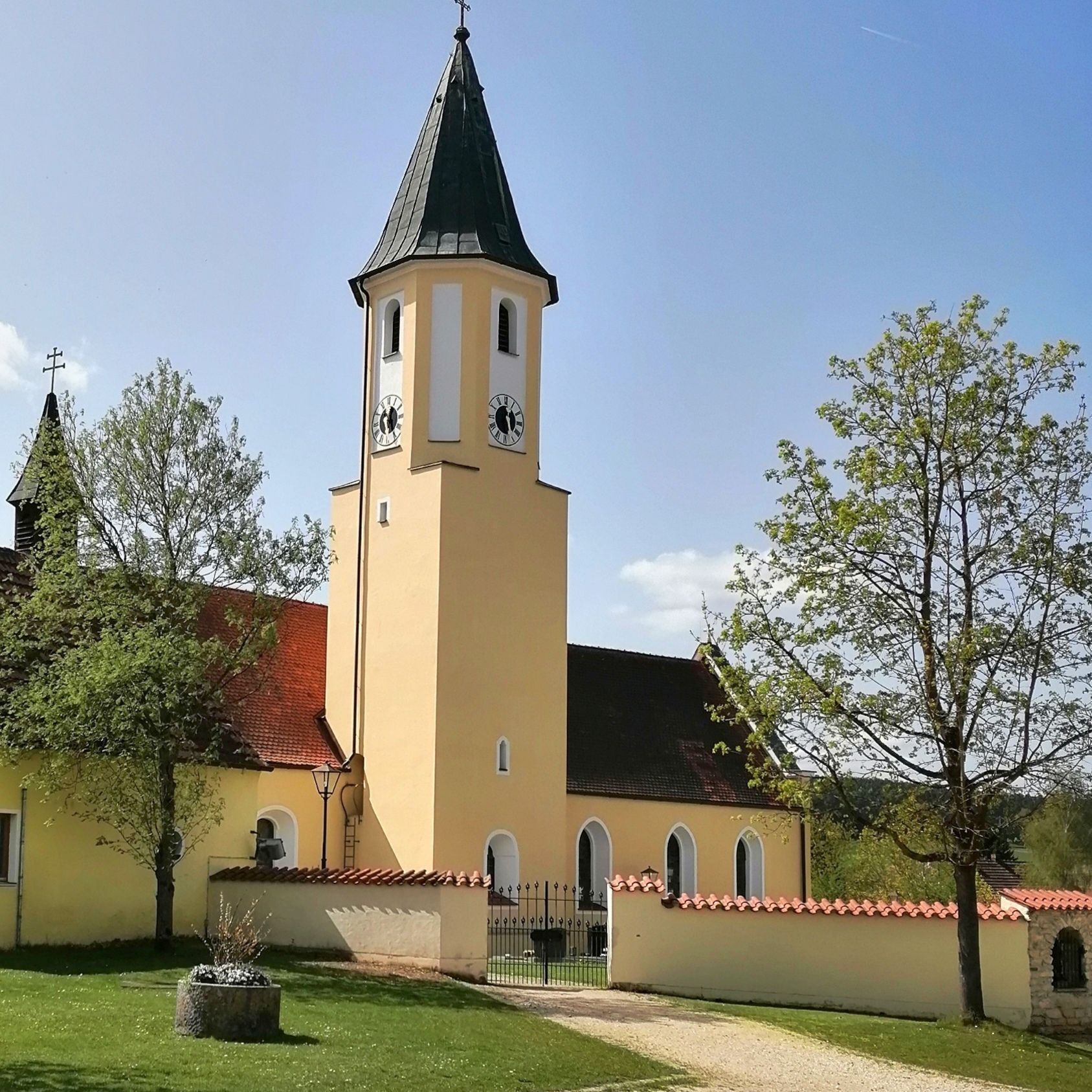
Kirche St. Peter und Paul Haselbach (Nordseite)

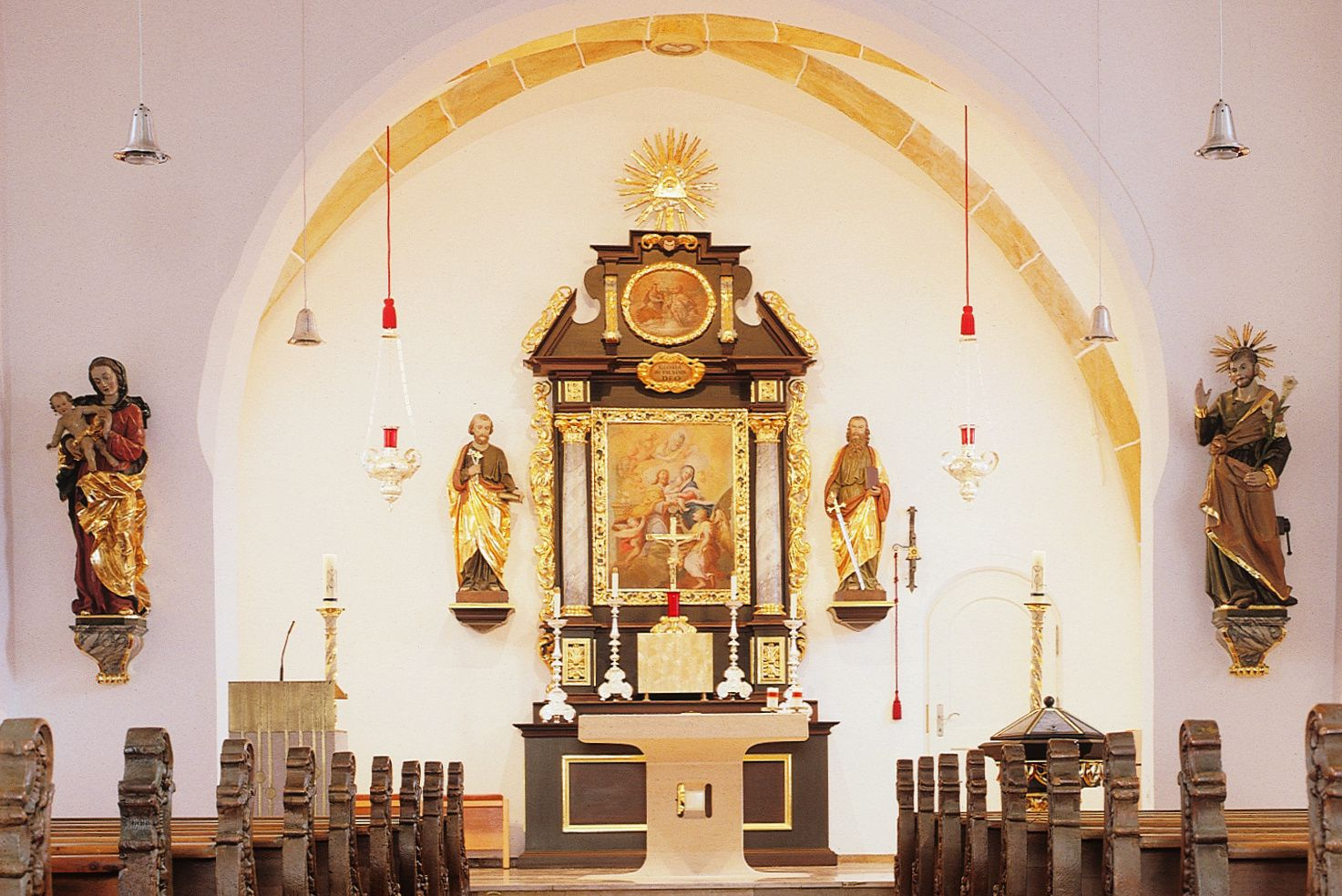
Kirche St. Peter und Paul Haselbach (Altarraum)

## Beschreibung
Die im Kern gotische Saalkirche wurde 1336 bis 1361 erbaut und 1439 erweitert. Aus dem Spätmittelalter stammen die unteren Geschosse des Kirchturms und der querrechteckige Chor. Der Kirchturm an der nördlichen Wand des Langhauses wurde 1757 mit einem achteckigen Geschoss aufgestockt, das die Turmuhr und den Glockenstuhl beherbergt und mit einem achtseitigen Knickhelm bedeckt ist. Das Langhaus wurde 1886 nach Westen erweitert.
Der Innenraum des Chors ist mit einem Kreuzrippengewölbe überspannt. In ihm befindet sich ein barocker Altar, dessen Altarretabel die Heilige Familie zeigt, und der von Säulen flankiert wird. Bei der Renovierung des Innenraums 1961/62 wurde die neugotische Kirchenausstattung entfernt.